# Belgische Gouden Schoen 2009
De verkiezing van de Belgische Gouden Schoen 2009 werd op 13 januari 2010 gehouden in het casino van Oostende en uitgezonden op VTM. Milan Jovanović won deze voetbalprijs voor de eerste keer. Het gala werd uitgezonden door VTM en gepresenteerd door Robin Janssens en Francesca Vanthielen.

## De prijsuitreiking

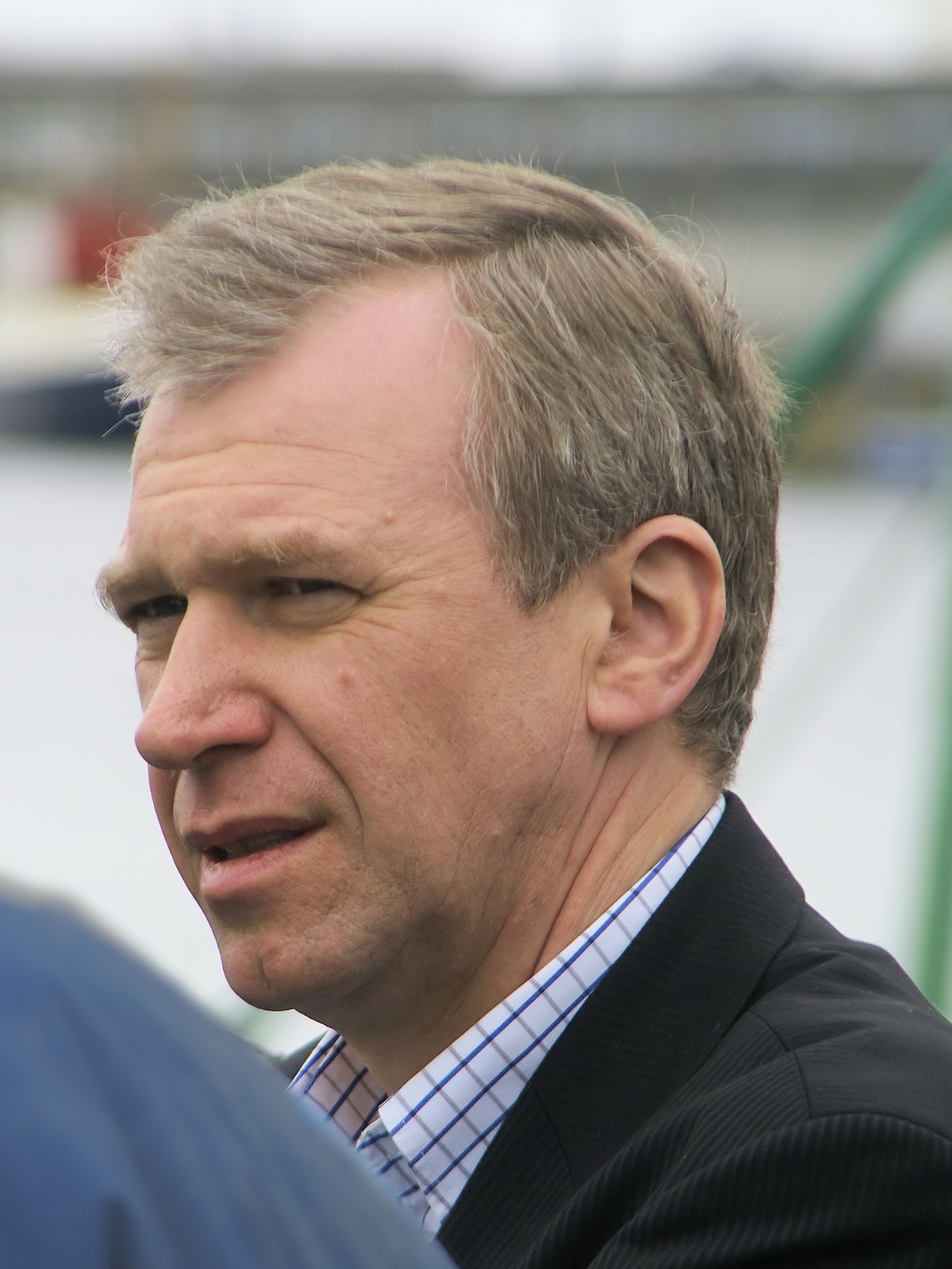
Toenmalig premier Yves Leterme nam de trofee in ontvangst.

Standard Luik was in de eerste helft van 2009 voor de tweede keer op rij landskampioen geworden. De Serviër Milan Jovanović, een van de smaakmakers van de Rouches, werd daarom op voorhand beschouwd als de grote kanshebber voor de Gouden Schoen. Ook Mbark Boussoufa en Romelu Lukaku van RSC Anderlecht werden tot de favorieten gerekend. Dat Jovanović uiteindelijk won, was een verrassing want de Serviër verzamelde in de eerste stemronde slechts 35 punten. Maar dankzij zijn prestaties in Europa won hij overtuigend de tweede stemronde en zo ook de hoofdprijs.
Jovanović was er tijdens de uitreiking niet bij. De Gouden Schoen werd daarom in ontvangst genomen door toenmalig premier en Standardsupporter Yves Leterme. Paul Van Himst overhandigde de trofee. Standard had besloten geen delegatie naar Oostende te sturen omwille van een artikel dat Het Laatste Nieuws, de organiserende krant, enkele maanden voordien had gepubliceerd. In dat artikel was Standard-speler, en tevens de Gouden Schoen-winnaar van 2008, Axel Witsel opgenomen in een lijst met de ergerlijkste personen van het jaar. Witsel stond in de lijst naast onder meer moordenaar Kim De Gelder. Achteraf liet Jovanović weten dat zijn afwezigheid niets te maken had met de keuze van het clubbestuur. Volgens de Serviër was hij niet aanwezig omdat hij ervan uitging dat hij niet zou winnen. Hij kreeg de trofee later in het stadion van Standard uit handen van toenmalig Miss België Cilou Annys.
Thomas Vermaelen werd verkozen tot Beste Belg in het Buitenland en de 36-jarige Bart Goor maakte het Doelpunt van het Jaar.

## Uitslag
| Nr. | Land                      | Naam                   | Club(s)                            | Punten |
| --- | ------------------------- | ---------------------- | ---------------------------------- | ------ |
| 1.  | Vlag van Servië           | Milan Jovanović        | Standard Luik                      | 218    |
| 2.  | Vlag van Marokko          | Mbark Boussoufa        | RSC Anderlecht                     | 174    |
| 3.  | Vlag van België           | Romelu Lukaku          | RSC Anderlecht                     | 167    |
| 4.  | Vlag van België           | Steven Defour          | Standard Luik                      | 146    |
| 5.  | Vlag van Congo-Kinshasa   | Dieumerci Mbokani      | Standard Luik                      | 136    |
| 6.  | Vlag van Costa Rica       | Bryan Ruiz             | AA Gent / FC Twente                | 95     |
| 7.  | Vlag van Kroatië          | Ivan Perisic           | KSV Roeselare / Club Brugge        | 32     |
| 8.  | Vlag van België           | Tom De Sutter          | RSC Anderlecht                     | 27     |
| 9.  | Vlag van Turkije          | Sinan Bolat            | Standard Luik                      | 26     |
| "   | Vlag van België           | Simon Mignolet         | Sint-Truidense VV                  | 26     |
| 11. | Vlag van Frankrijk        | Franck Berrier         | Zulte Waregem                      | 23     |
| 12. | Vlag van België           | Bart Goor              | Germinal Beerschot                 | 22     |
| 13. | Vlag van België           | Stijn Stijnen          | Club Brugge                        | 16     |
| 14. | Vlag van Hongarije        | Roland Juhasz          | RSC Anderlecht                     | 12     |
| 15. | Vlag van Verenigde Staten | Oguchi Onyewu          | Standard Luik / AC Milan           | 9      |
| 16. | Vlag van Nederland        | Sherjill Mac-Donald    | KSV Roeselare / Germinal Beerschot | 7      |
| 17. | Vlag van België           | Olivier Doll           | KSC Lokeren                        | 6      |
| "   | Vlag van België           | Igor De Camargo        | Standard Luik                      | 6      |
| "   | Vlag van België           | Axel Witsel            | Standard Luik                      | 6      |
| 20. | Vlag van Servië           | Miloš Marić            | AA Gent                            | 5      |
| 21. | Vlag van België           | Mark Volders           | Excelsior Moeskroen                | 4      |
| "   | Vlag van België           | Faris Haroun           | Germinal Beerschot                 | 4      |
| "   | Vlag van Argentinië       | Lucas Biglia           | RSC Anderlecht                     | 4      |
| "   | Vlag van Frankrijk        | Wilfried Dalmat        | Standard Luik                      | 4      |
| 25. | Vlag van België           | Björn Vleminckx        | KV Mechelen                        | 3      |
| "   | Vlag van Frankrijk        | Teddy Chevalier        | Zulte Waregem                      | 3      |
| "   | Vlag van België           | Glenn Verbauwhede      | KV Kortrijk                        | 3      |
| "   | Vlag van Ivoorkust        | Barry Boubacar Copa    | KSC Lokeren                        | 3      |
| "   | Vlag van België           | Carl Hoefkens          | Club Brugge                        | 3      |
| "   | Vlag van Tsjechië         | Jan Polák              | RSC Anderlecht                     | 3      |
| 31. | Vlag van Kameroen         | Ernest Nfor            | Zulte Waregem                      | 2      |
| "   | Vlag van België           | Daan Van Gijseghem     | Excelsior Moeskroen                | 2      |
| "   | Vlag van België           | Bernd Thijs            | AA Gent                            | 2      |
| "   | Vlag van België           | Vadis Odjidja Ofoe     | Club Brugge                        | 2      |
| "   | Vlag van Kameroen         | Dorge Kouemaha         | Club Brugge                        | 2      |
| "   | Vlag van Venezuela        | Ronald Vargas          | Club Brugge                        | 2      |
| "   | Vlag van Oekraïne         | Oleksandr Jakovenko    | RSC Anderlecht / KVC Westerlo      | 2      |
| "   | Vlag van België           | Mehdi Carcela-Gonzalez | Standard Luik                      | 2      |
| "   | Vlag van België           | Olivier Deschacht      | RSC Anderlecht                     | 2      |
| 40. | Vlag van Canada           | Michael Klukowski      | Club Brugge                        | 1      |
| "   | Vlag van Colombia         | Jaime Ruiz             | KVC Westerlo                       | 1      |
| "   | Vlag van België           | Guillaume Gillet       | RSC Anderlecht                     | 1      |
| "   | Vlag van België           | Karel Geraerts         | Club Brugge                        | 1      |
| "   | Vlag van België           | Stijn De Smet          | Cercle Brugge / AA Gent            | 1      |
| "   | Vlag van België           | Stef Wils              | AA Gent                            | 1      |
| "   | Vlag van België           | David Destorme         | FC Dender / KV Mechelen            | 1      |

1954 · 
1955 · 
1956 · 
1957 · 
1958 · 
1959 · 
1960 · 
1961 · 
1962 · 
1963 · 
1964 · 
1965 · 
1966 · 
1967 · 
1968 · 
1969 · 
1970 · 
1971 · 
1972 · 
1973 · 
1974 · 
1975 · 
1976 · 
1977 · 
1978 · 
1979 · 
1980 · 
1981 · 
1982 · 
1983 · 
1984 · 
1985 · 
1986 · 
1987 · 
1988 · 
1989 · 
1990 · 
1991 · 
1992 · 
1993 · 
1994 · 
1995 · 
1996 · 
1997 · 
1998 · 
1999 · 
2000 · 
2001 · 
2002 · 
2003 · 
2004 · 
2005 · 
2006 · 
2007 · 
2008 · 
2009 · 
2010 · 
2011 · 
2012 · 
2013 · 
2014 · 
2015 · 
2016 · 
2017 ·
2018 ·
2019 ·
2020 ·
2022 ·
2023 ·
2024